# 黒色戦線
黒色戦線（ドイツ語: Schwarze Front）は、革命的国民社会主義闘争集団（革命的ナチス戦闘集団）（ドイツ語: Kampfgemeinschaft Revolutionärer Nationalsozialisten、KGRNS）が改名したもので、1930年から1935年まで（地下組織としては1945年の終戦まで）存在したドイツの政治結社。国家社会主義ドイツ労働者党（ナチ党、NSDAP）を除名されたナチス左派のオットー・シュトラッサーらによって設立された。

## 概要
オットー・シュトラッサーは、ナチス党本来の反資本主義の性質がアドルフ・ヒトラーにより裏切られたと考えた。黒色戦線は、党の分裂を発生させることを意図したナチス党出身の過激なメンバーにより構成された。彼の組織は機関紙「ドイツ革命」を発行し、ナチス主流派から区別するために、「ハイル・ヒトラー」を呼ばずに「ハイル・ドイッチュラント」を挨拶の形式としハンマーと剣がクロスしたシンボルを用い、ハンマーと剣とハーケンクロイツが交差していたかつての闘争出版社の商標からハーケンクロイツを取り去った図案を採用した。この図案はその後も支持者であるシュトラッサー主義者により使用されている。
黒色戦線は「闇戦線」とも訳され、ここでいう組織名の「Schwarze(黒色)」とは、「黒」という意味以外に「闇」というニュアンスを含んでおり、「一寸先は闇」という意味合いがある。
黒色戦線は一種の秘密結社的な組織体で、ナチス左派分子、国防軍、労働組合の三連合を目指して、共産主義者を除く反ヒトラーの心情を同じくするほとんどあらゆる主義主張の人々の間に見えない手をのばし、その中にはソーシャリストやデモクラットや諸々の青年団体の人々を含んでいたばかりでなくナチの上層部や親衛隊の中にすらそのメンバーがこっそり紛れ込んでいたありさまで、特にナチ政権下誕生後、地下活動に入った黒色戦線はその正体がつかめないだけにヒトラーにとっては甚だ始末の悪い危険な存在となった。
ナチ政権誕生後、当局から追放されるオットーのミュンヘン脱出に手を貸したのも突撃隊の隊員だった。
黒色戦線の組織はナチス党に効果的に対抗できず、ヒトラーが権力を握ると最後の一撃が加えられた。シュトラッサーはナチス・ドイツからチェコスロバキア、更にカナダに亡命した。1934年の長いナイフの夜で、ナチス左派は根絶され、オットー・シュトラッサーの実兄であるグレゴール・シュトラッサーは殺害された。
1968年、オットー・シュトラッサーは共著「ヒトラーに対する黒色戦線」を出版した。

## 関連書籍
- 「Die Schwarze Front:von den Zielen und Aufgaben und vom Kampfe der Deutschen Revolution」（Richard Schapke, 2005年）